# Lucien Vidie
Lucien Vidie est un physicien français (Nantes, 29 janvier 1805, - Paris, 6 avril 1866,), inventeur de la capsule de Vidie en 1844. Il est de ce fait l'inventeur du baromètre anéroïde, qui fait appel à la capsule de Vidie pour mesurer les variations de la pression atmosphérique.

## Invention du baromètre anéroïde
Passionné par ses recherches sur le baromètre, Lucien Vidie épuise tout son patrimoine pour financer ses recherches, qu'il ne parvient à poursuivre que grâce à un ami. Après le succès de son invention, il parvient à la faire fructifier et se retrouve ainsi à la tête d'une belle fortune. Mais les procès en contestation nombreux que lui vaut son invention trouble le calme de sa vie, et font de lui le misanthrope qu'il reste jusqu'à la fin de ses jours. Il doit faire face en particulier à plusieurs procès contre Eugène Bourdon, concepteur en 1849 d'un baromètre qui utilise une variante de la capsule de Vidie, remplacé simplement par un tube aplati. Cette lutte judiciaire, commencée en 1852, ne se termine qu'en 1858 par la victoire de Lucien Vidie. 
Selon certaines sources, sa mort aurait été provoquée par l'habitude qu'il avait de se soigner par l'hydrothérapie, habitude poussée si loin qu'il prenait des bains de mer même en plein hiver, ce qui aurait été la cause de sa mort.